# 비자민·비공산 연립 정권
비자민·비공산 연립정권(일본어: 非自民・非共産連立政権)은 일본의 정치에서 자유민주당과 일본공산당을 제외한 정당 간의 연립정부를 수립하는 경우를 뜻한다. 1993년 펼쳐진 제40회 일본 중의원 의원 총선거의 결과에 따라서 최초로 성립되었으며 보통은 호소카와 내각과 하타 내각을 뜻한다.

## 최초의 비자민·비공산 연립정권 출범까지
1993년 6월 18일 자유민주당의 미야자와 기이치 총리와 그 내각에 대한 불신임 결의안이 당내 계파 중 하나인 하타 파(개혁포럼21)과 비주류파의 이탈 속에 가결되어 일명 거짓말쟁이 해산이라고 부르는 중의원 해산과 함께 총선거가 예정되었다. 내분에 빠진 자유민주당은 당내 계파 중 하타 파와 유토피아 정치 연구회가 각각 당을 탈당해 신생당과 신당 사키가케를 창당하며 분열되고 만다. 결국 제40회 일본 중의원 의원 총선거에서 자유민주당은 지난 총선에 비해 52석을 잃으며 참패(223석), 단독 과반을 상실하고 만다. 한편 신생당과 신당 사키가케는 총선에서 비교적 선전하며 일본신당과 함께 신당 붐이라고 일컬어지는 이변을 일으킨다.
총선 이후 자유민주당은 총선에서 55석을 획득한 신생당, 13석을 얻은 신당 사키가케와 연립정부를 구성하기 위한 협상을 시도했지만, 오히려 비자민당 계열 정당의 의석 수를 모두 합치면 과반을 넘겨 내각 구성이 가능하다는 상황을 파악한 신생당의 대표 간사 오자와 이치로가 중심이 되어 자유민주당을 제외한 다른 정당과의 연립정부 구성 협의에 들어간다. 동년 7월 29일, 일본사회당(70석), 신생당(55석), 공명당(51석), 일본신당(35석), 민사당(15석), 일본신당(13석), 사회민주연합(4석), 민주개혁연합(참의원)의 대표가 회담 끝에 연립정부 수립에 합의했고 8월 9일, 일본신당의 호소카와 모리히로 대표를 총리로 지명하여 자유민주당과 일본공산당을 제외한 8개 정당에 의한 연립정부인 호소카와 내각이 출범했다. 이에 따라 자유민주당은 1955년 이후 유지해온 여당의 자리를 38년 만에 야당에게 내어주어야만 했다.

## 연립 여당의 정권 운영 (1993년~1994년)
호소카와 내각은 8개 연립 여당 내 의견 조율 및 정치 결정을 위해 내각 내에 연립 5개 정당의 간사장으로 구성된 여당 대표자 회의를 구성하였다. 하지만 정치개혁 법안 내용의 조정과 증, 감세 등 주요 정책 결정을 비롯하여 예산안 편성 시기 조율 등 중요 정치 일정의 협의와 결정 기능이 지나치게 여당 대표자 회의에 집중되면서 오히려 국무회의보다 위에서 정치를 좌지우지하는 것이 아니냐는 연립 여당 사이에 불만과 분열을 초래했다.
여기에 더해, 선거제 개혁이나 소비세 문제 등과 관련하여 일본사회당과 오자와 이치로 간의 갈등이 심화되면서 본격적으로 연립정부의 파열음이 울렸다. 이와중에 호소카와 총리는 연립 여당과의 논의도 없이 국민 소비세 도입을 발표하는 등 국정 운영에 혼란을 가중시켰다. 결국 1994년 4월 호소카와 총리는 정국 혼란과 부패 스캔들인 사가와규빈 스캔들에 대한 책임을 지고 내각을 총사퇴시킨다. 연립 여당은 신생당 대표 하타 쓰토무를 차기 총리로 지명하여 하타 내각을 구성, 연립정부를 유지하고자 했으나, 결국 일본사회당과 신당 사키가케가 연립정부 구성에서 이탈하며 하타 내각을 2개월만에 붕괴시킨다.
이 틈을 타 정권 회복을 노린 자유민주당은 비자민·비공산 연립정권을 이탈한 일본사회당, 신당 사키가케와 손을 잡고 일본사회당의 무라야마 도미이치를 총리로 지명, 무라야마 내각을 구성하며 여당 지위에 복귀한다. 결국 이렇게 비자민·비공산 연립정권은 10개월만에 끝을 맺고 말았다.

## 그 후
하타 내각 붕괴 이후에도 비자민·비공산 세력은 1994년 신진당, 1998년 민주당을 구성하며 자유민주당에 대항했다. 결국 2009년 민주당이 제45회 일본 중의원 의원 총선거에서 단독 과반(308석)을 획득하는 압승을 거두며 1994년 이후 첫 정권 교체에 성공, 사회민주당, 국민신당과의 연립정부를 출범시켰다.(하토야마 유키오 내각) 이 민주·사회·국민 연립정권 역시 비자민·비공산 연립정권으로 분류할 수 있다.

## 같이 보기
- 비자민 (非自民)